# 용원초등학교 (경남)
용원초등학교는 대한민국 경상남도 창원시 진해구 용원동에 있는 공립 초등학교이다.

## 학교 연혁
- 1940년 5월 4일 용원공립심상소학교 설립인가(용원동 407)
- 1941년 4월 1일 용원공립국민학교로 명칭 변경
- 1949년 2월 26일 안청국민학교 승격 분리
- 1983년 3월 1일 풍물부 창설
- 1996년 3월 1일 교명 변경 (용원초등학교)
- 1997년 12월 19일 녹산 산업단지 조성으로 학교 이설
- 2019년 2월 15일 제75회 34명 졸업(졸업생 누계 3,436명)
- 2019년 9월 1일 제37대 선정화 교장 부임

## 참고 자료
- 창원용원초등학교 - 한국교육학술정보원 학교알리미